# Károly luxemburgi herceg
Károly luxemburgi herceg (Charles Jean Philippe Joseph Marie Guillaume, Luxembourg, 2020. május 10. –)  Vilmos luxemburgi trónörökös és Stefánia luxemburgi hercegné fia. Károly herceg Henrik luxemburgi nagyherceg és Mária Terézia luxemburgi nagyhercegné ötödik unokája. Jelenleg a a trónutódlási sorban apja után a második helyen áll.

## Élete
Károly herceg 2020. május 10-én, reggel 5 óra 13 perckor született a luxembourgi Sarolta nagyhercegnő kórházban.
2020. szeptember 19-én Károly herceget megkeresztelték a luxemburgi Clervaux-i Szent Maurice és Szent Maurus apátságban.
Keresztszülei édesanyja húga, Gaëlle de Lannoy grófnő és apja testvére, Lajos luxemburgi herceg.